# باشگاه فوتبال گیانینا
پی.ای.اس گیانینا (یونانی: ΠΑΕ ΠΑΣ Γιάννινα 1966)،یک باشگاه فوتبال حرفه ای یونان است که در شهر یوانینا، مرکز منطقه اپیروس مستقر است.این باشگاه در حال حاضر در سوپر لیگ فوتبال یونان فعالیت دارد.
این باشگاه در سال ۱۹۶۶، در نتیجه اتحاد و ادغام شدن دو تیم محلی یوانانیون و آوروف تشکیل شد و از آن زمان به شکل امروزی مشغول به فعالیت است.
می‌توان گفت این باشگاه در بین فوتبال‌دوستان یونان، به حمایت صادقانه و پایدار هواداران و موقعیتش به عنوان موفق‌ترین باشگاه فوتبال در منطقه اپیروس شناخته می‌شود.

## هماوردها
هواداران گیانینا نسبت به باشگاه‌های شهر آتن یعنی المپیاکوس، پاناتینایکوس و آ.ا.ک تقابل عمیقی دارند.
رقابتی با OFI نیز، به‌سبب وقایع پیرامون بازی پلی‌آف ۲۰۰۱ بین این دو تیم شکل گرفته است.
دیگر رقبای مهم این باشگاه پاناچایکی، پانتولیکوس و کرکیرا هستند.

## رنگ‌ها و نمادها
رنگ‌های مورد استفاده این تیم آبی یا فیروزه‌ای و سفید هستند. در لوگوی این تیم یک تاج و یک گاو نر باستانی را با تاج گل بلوط می‌بینیم که در سکه‌های باستانی منطقه اپیروس از آن استفاده شده‌است.